# 在天堂遇見的五個人
《在天堂遇見的五個人》（The Five People You Meet in Heaven）是由美國作家米奇·艾爾邦（Mitch Albom）創作的一部小說，於2003年出版。2004年，美國廣播公司制作了同名電視影片。2005年，此書被選為香港電台十本好書。

## 內容簡介
在艾迪83岁生日那天，红宝石游乐园（他负责维护的地方）的一个游乐设施因电缆损坏而出现故障，并在中途停止运行。埃迪和另一名工作人员尝试释放游乐设施的小车拯救游乐设施上的乘客。然而，埃迪意识到如果进行释放，小车就会脱离轨道。但埃迪的同事完全听不见他的警告。埃迪注意到一个他以前在公园里见过的女孩（艾米/安妮）无助地坐在小车被设定为撞击的位置上。埃迪向女孩扑去，打算把她拉到安全的地方。埃迪感觉到了爆炸的冲击力，看到了刺眼的闪光，感觉到小女孩的手在他手中，然后是一片虚无。
然后，埃迪发现自己醒了，没有受伤，并意识到他感到自己很年轻，而且更有活力。他还感到很平静。他遇到了一个仅仅被称为 "蓝人 "的人。蓝人患有由硝酸银中毒引起的贫血症，并在红宝石游乐园的杂耍中工作，当时它还在营业，就在埃迪童年的日子里。通过他们的谈话，埃迪发现他已经死了，他来到了天堂，开始了穿越五个层次的旅程，见到了对他的生活有重大影响的人或他的生活对他有重大影响的人。他还找到了他突然精力充沛、年轻和体力充沛的原因--在天堂的五个阶段，你会有和你认识你要见的人时一样的感觉（年轻、年老、健康、生病、强壮、虚弱）。埃迪问为什么他不认识的蓝人是他的第一个人，他告诉埃迪，在埃迪非常年轻的时候，他造成的车祸导致他死亡。由此，埃迪学到了他的第一课，即生活中没有随机事件，所有个人和经历都有某种联系。他还了解到，每个人和每件事都有其生活目的。
埃迪遇到的第二个人是他以前的军队上尉，埃迪发现他坐在菲律宾雨林的一棵树上。上尉让艾迪想起了他们一起作为战俘在敌军的强制劳动营的日子。他们这群人在经历了一段漫长的时间后逃了出来，并在逃亡过程中烧毁了营地，以此来缓解他们在长期被囚禁期间所承受的一些压力。埃迪记得他曾看到一个黑影从他点燃的一个小屋中跑出来，尽管他从未认出这个人影。当时，埃迪不顾其他人的劝阻执意要去查看人影。上尉承认是他向埃迪的腿部开了一枪，以防止埃迪追着人影进入火场，这肯定会导致埃迪的死亡，因为队长曾承诺 "没有人会被留下"。这一事件挽救了埃迪的生命，尽管给他的脚留下了终生的伤痛，走路会有严重的跛行，埃迪一再指责这是他从未实现在红宝石游乐园以外的生活的主要原因。由于他母亲的身体能力下降，使他无法在从父亲接管的工作和游乐园的生活中无法摆脱，他在晚年开始厌恶这个地方。
然后，埃迪了解到上尉是怎么死的--这是他以前从未考虑过的问题，因为他所在排的人在战后已经失去了联系，而埃迪当时的状况也无法完全意识到他受伤后发生了什么。当上尉和他的部下从战俘营逃跑时，在上尉清理前面的道路时，部下在卡车后面照顾埃迪的腿。当他在卡车前面探路时，上尉不慎踩到了一枚地雷，被炸得粉身碎骨。如果不是他引爆地雷，所有的人都会被炸死。战场成了上尉最后的安息之地，埃迪学到了他的第二课--牺牲的重要性，无论是大的还是小的。
在这一启示之后，上尉向埃迪展示了他的天堂的真实面目，事实上，这并不是埃迪记忆中的那个战场。他们周围被战争蹂躏的环境让位于艾迪所见过的最宁静、最美丽的自然景观。埃迪看着上尉，看到一个他几乎认不出的人，脸上没有一层灰和污垢--一个穿着原始、干净的军装的年轻人，他解释说，对于他的天堂，他希望看到战争、战斗、冲突和残酷之前的世界是什么样子。埃迪看着上尉把他的旧战斗头盔扔给埃迪后走了。在头盔里，埃迪发现了未来的预兆：他已故妻子玛格丽特的一张照片，也就是他在战争时期随身携带的那张。
场景变化，艾迪发现自己在外面的雪堆里，但他注意到，雪既不冷也不湿。他注意到一家咖啡厅，在那里他通过窗户看到了他的父亲，并开始大喊大叫，恳求他注意。当他的父亲似乎看不到或听不到他的声音时，一个名叫鲁比的衣着光鲜的女人出现并向他介绍自己。他根据她的衣着打扮推测她一定很有钱。她告诉他，她并不总是这样，并开始向埃迪解释她的故事。鲁比告诉埃迪，她曾经在餐厅当过服务员，并解释说，红宝石游乐园便是她的丈夫埃米尔以她的名字命名的，他建造这个游乐园是为了向她致敬。埃米尔在扑灭一场烧毁红宝石游乐园的大火时受了伤，后来死于肺炎。
鲁比坦白说，她选择那咖啡厅是因为她在那里遇到了埃米尔，并希望餐厅成为任何曾经受到红宝石游乐园伤害的人的避难所，她越来越鄙视红宝石游乐园，因为它夺走了他们很多东西。这就是艾迪的父亲，一个苛刻的虐待者，成为鲁比天堂的一部分的原因。鲁比教埃迪释放他的愤怒，原谅他父亲造成的所有麻烦和伤害，她向他展示了他父亲死亡的真正原因（与他一直认为发生的情况不同）。米奇-谢，一个与埃迪的父亲一起在红宝石码头从事游乐工作的人，在埃迪的家里喝得酩酊大醉，情绪状态糟糕。他掏出一个酒瓶，喝了下去，然后继续试图强行与埃迪的母亲发生关系。埃迪的父亲这时走了进来，设法阻止了强奸行为，然后追着逃跑的米奇到了游乐园的边缘。米奇在那里跳进冰冷的水中，试图躲避埃迪的追赶，即使他不会游泳。埃迪的父亲在米奇之后跳入水中并救了他，因为他们长期以来一直是朋友，尽管米奇最近对他的妻子有醉酒行为，但埃迪的父亲觉得他欠他的。后来，艾迪的父亲在救出米奇时，由于身处冰冷的水中而病死。鲁比告诉艾迪，他需要原谅他的父亲，并告诉他，仇恨是一种致命的武器。"我们以为仇恨是武器，可以用来攻击伤害我们的人；但事实上仇恨是把双刃剑，我们所做的伤害，会反作用于自身，对自己造成伤害。" 然后，艾迪转到了另一个天堂。
艾迪现在在一个有几扇门的房间里醒来。在每一扇门后面，都有一个来自不同文化的婚礼，艾迪在其中一个婚礼上遇到了他的亡妻玛格丽特。他们在一起度过了一段很长的时间，从一个婚礼到另一个婚礼，叙说着自从玛格丽特去世后他们未能分享的所有事情。他们回忆起他们的婚礼，最后，玛格丽特告诉埃迪，爱永远不会在死亡中消失，它只是继续前进，采取不同的形式。他恳求她原谅他从未为自己的生活做出更多贡献，从未离开他在码头的工作，也没有给她一个她应得的更好的生活。然而，她回答说她喜欢游乐场和他们在码头的生活，她唯一感到遗憾的是他们不能有任何孩子。他回答说，他所想改变的是能有更多的时间和她在一起，而不是像她早逝那样被缩短。
玛格丽特对婚礼的热爱来自于婚礼前新娘和新郎的眼神，他们共同感觉到他们的爱情毫无疑问将打破所有的记录。玛格丽特有一次问埃迪，他是否相信他们有这种感觉；他简单地回答说，"我们有一个手风琴演奏者"，他们都笑了。(埃迪和玛格丽特的婚礼是在一家中国餐馆的顶层租来的，预算很低，但这对夫妇对这一场合只有美好的回忆--在埃迪的家里，多明戈斯发现了一箱情感物品，包括他们新婚之夜的餐馆菜单）。
当埃迪在一个新的场景中醒来时，这是他的第五个也是最后一个场景，他看到孩子们在河床上玩耍，一个名叫塔拉的年轻菲律宾女孩向他招手并走过来。他们试图理解对方，但最后，塔拉成功地进行了交流，并透露她是埃迪放火烧掉的那个小屋的小女孩。埃迪终于意识到，多年前他在燃烧的小屋里看到的那个影子，以及此后大部分时间里他的噩梦，都不是想象出来的--那个小女孩就是那个试图逃离火焰的影子。女孩向埃迪展示了她在火灾中死亡时遭受的烧伤，因为她以前透明的皮肤变成了烧焦的肉和疤痕。埃迪心烦意乱，崩溃了，既诅咒又问上帝 "为什么？"然后进一步乞求上帝的宽恕。小女孩走进河里，递给他一块石头，要求他像河里的其他孩子一样给她 "洗"。埃迪很疑惑，告诉她他不知道怎么做，但随后慢慢地试图按她的要求做。他把石头浸入水中，开始刮掉他在她身上造成的伤害；很快，令他惊讶的是，塔拉的伤口开始变清，直到她摆脱了所有的伤痕。
然后，埃迪问塔拉，她是否知道他是否能够拯救他死前试图拯救的那个小女孩。他告诉她，他担心他没能救出她，他记得在他死前感觉到小女孩的手在他手里。但塔拉告诉他，他确实设法救了她；他把她推开了。然后，她透露，当埃迪把他安全地拉到天堂时，他感觉到的是她（塔拉）的手。因此，在现实中，埃迪确实设法在红宝石码头救了那个女孩。塔拉告诉埃迪，他的生命不是白来的，其目的是通过他对游乐设施安全的关心来保护红宝石码头的许多孩子。塔拉解释说，通过这种方式，他还设法每天为她无谓的死亡赎罪。
最后，它表明埃迪的天堂是星尘乐队的外壳，他在那里遇到了玛格丽特。他看到了他多年来通过维修工作拯救的许多人的景象，因此，他们的孩子们的孩子们也都世代相传。因为他希望每个人都不发生事故，每个人都安全。他再次被告知，每一个生命都会触及另一个生命，一切都有联系：这都是一个大生命。
他也是五个人中的一个，在他死的时候，他救了一个女孩的命。我覺得他很勇敢

## 角色
艾迪
本書的主角，他在天堂分別遇見了五個人，每個人都和他講訴一個他生命中不同的故事和意義。
約瑟夫‧柯維齊克
藍膚人，艾迪在天堂遇見的第一個人，駕駛福特汽車時因艾迪意外死亡。
米基希
艾迪在天堂遇見的第二個人，也是他上戰場時的隊長(上尉)，在離開敵營的途中因踩到地雷而死。
露比
艾迪在天堂遇見的第三個人。告訴艾迪關於他的父親。
瑪格麗特
艾迪在天堂遇見的第四個人，同時是艾迪的妻子。
塔拉
艾迪在天堂遇見的第五個人，艾迪在戰場意外燒死的小女孩。
艾迪的父親
艾迪的父親，露比碼頭的維修工。
艾迪的母親
艾迪的母親。
喬
艾迪的哥哥。
艾美或安妮
遊樂器材掉落時，艾迪搶救的小女孩。
艾彌爾
露比的丈夫，露比碼頭的創辦人。
諾爾
艾迪的朋友。
多敏蓋茲
艾迪的同事。
威利
艾迪的同事。
米基‧席亞
艾迪爸爸的同事。
威靈漢
艾迪戰爭時的同袍。
摩頓
艾迪戰爭時的同袍。
史米堤
艾迪戰爭時的同袍。
拉波佐
艾迪戰爭時的同袍，在挖煤礦時因生病不治而被瘋子二號殺死。
布拉克
艾迪的老闆。